# Who's Who?
| Recensione | Giudizio |
| ---------- | -------- |
| AllMusic   |          |

Who's Who? è un album del chitarrista jazz statunitense John Scofield, pubblicato dall'etichetta discografica Arista Novus nel 1979.

## Tracce

### LP
Lato A
Musiche di John Scofield.
1. Looks Like Meringue – 6:42
2. Cassidae – 5:56
3. The Beatles – 4:58

Lato B
Musiche di John Scofield.
1. Spoons – 5:07
2. Who's Who? – 6:17
3. How the West Was Won – 7:45

### CD
Edizione CD del 1990, pubblicato dalla BMG Records (3071-2-N)
Musiche di John Scofield, eccetto dove indicato.
1. Looks Like Meringue – 6:44
2. Cassidae – 5:58
3. The Beatles – 4:56
4. Spoons – 5:08
5. Who's Who? – 6:19
6. How the West Was Won – 7:46
7. Beckon Call – 7:00 (musica: Gary Campbell) – Traccia bonus - Registrato nell'agosto 1980 al Celebration Studios di New York
8. New Strings Attached – 6:08 – Traccia bonus - Registrato nell'agosto 1980 al Celebration Studios di New York
9. How to Marry a Millionaire – 6:34 – Traccia bonus - Registrato nell'agosto 1980 al Celebration Studios di New York
10. Fat Dancer – 6:49 – Traccia bonus - Registrato nell'agosto 1980 al Celebration Studios di New York

## Musicisti
Looks Like Meringue / Cassidae / Spoons / Who's Who?
- John Scofield – chitarra elettrica, chitarra acustica
- Kenny Kirkland – piano elettrico, piano acustico, clavinet
- Anthony Jackson – basso elettrico
- Steve Jordan – batteria
- Sammy Figueroa – congas, percussioni
- John Scofield, Mark Bingham e David Baker – produttori

The Beatles / How the West Was Won
- John Scofield – chitarra elettrica, chitarra acustica
- David Liebman – sassofono soprano, sassofono tenore
- Eddie Gomez – basso acustico
- Billy Hart – batteria
- John Scofield, Mark Bingham e David Baker – produttori

Beckon Call / New Strings Attached / How to Marry a Millionaire / Fat Dancer
- John Scofield – chitarra
- Steve Swallow – contrabbasso
- Adam Nussbaum – batteria
- Mark Bingham e John Scofield – produttori

Note aggiuntive
- John Scofield, Mark Bingham e David Baker – produttori
- Theresa Del Pozzo – produttore esecutivo
- Registrazioni effettuate al The Platinum Factory, Brooklyn, New York
- Dave Baker – ingegnere delle registrazione
- Rock, Lindsay Johnson, Tom Webber – assistenti ingegnere delle registrazioni
- Mixaggio effettuato al The House of Music, West Orange, New Jersey
- Cliff Hudson – assistente ingegnere del suono
- Mastering effettuato al Masterdisk di new York City, New York da Bob Ludwig
- John Barrett – foto copertina album originale
- Howard Fritzson – art direction copertina album originale [2]